# Ministerstwo Rolnictwa i Rozwoju Wsi
Ministerstwo Rolnictwa i Rozwoju Wsi (MRiRW) – polski urząd administracji rządowej obsługujący ministra właściwego do spraw czterech działów administracji rządowej: rolnictwo, rybołówstwo, rozwój wsi i rynki rolne.
Ministerstwo zostało utworzone rozporządzeniem Rady Ministrów z 26 października 1999 (wchodzącym w życie z mocą obowiązującą 10 listopada 1999).
Protoplastą było Ministerstwo Rolnictwa i Dóbr Koronnych utworzone 3 stycznia 1918 przez Radę Regencyjną Królestwa Polskiego, które 22 listopada 1918 zostało przemianowane na Ministerstwo Rolnictwa i Dóbr Państwowych Państwa Polskiego. 27 kwietnia 1927 roku zmieniono nazwę na Ministerstwo Rolnictwa.

## Kierownictwo
- Stefan Krajewski (PSL) – minister rolnictwa i rozwoju wsi od 24 lipca 2025[5]
- Jacek Czerniak (NL) – sekretarz stanu od 20 grudnia 2023[6]
- Adam Nowak (PSL) – podsekretarz stanu od 11 stycznia 2024[7]
- Marek Cieśliński  – dyrektor generalny od 29 lipca 2025[8]

## Struktura organizacyjna
W skład ministerstwa wchodzi Gabinet Polityczny Ministra oraz następujące komórki organizacyjne:
- Gabinet Polityczny,
- Departament Bezpieczeństwa,
- Departament Bezpieczeństwa Żywności i Weterynarii
- Departament Budżetu,
- Departament Hodowli i Ochrony Roślin,
- Departament Innowacji, Cyfryzacji i Transferu Wiedzy,
- Departament Komunikacji i Promocji,
- Departament Kontroli i Audytu,
- Departament Nieruchomości i Infrastruktury Wsi,
- Departament Oświaty i Polityki Społecznej,
- Departament Płatności Bezpośrednich,
- Departament Pomocy Technicznej,
- Departament Prawny,
- Departament Rolnictwa Ekologicznego i Jakości Żywności,
- Departament Rybołówstwa,
- Departament Rynków Rolnych i Transformacji Energetycznej Obszarów Wiejskich,
- Departament Strategii i Rozwoju,
- Departament Wspólnej Polityki Rolnej,
- Departament Współpracy Międzynarodowej,
- Biuro Administracyjne,
- Biuro Dyrektora Generalnego,
- Biuro Finansowe,
- Biuro Ministra.

Organy podległe ministrowi lub przez niego nadzorowane:
- Prezes Kasy Rolniczego Ubezpieczenia Społecznego
- Główny Inspektor Ochrony Roślin i Nasiennictwa
- Główny Lekarz Weterynarii
- Główny Inspektor Jakości Handlowej Artykułów Rolno-Spożywczych
- Główny Inspektor Rybołówstwa Morskiego

Jednostki organizacyjne podległe ministrowi:
- Centrum Doradztwa Rolniczego w Brwinowie
- Główny Inspektorat Jakości Handlowej Artykułów Rolno-Spożywczych w Warszawie
- Główny Inspektorat Ochrony Roślin i Nasiennictwa w Warszawie
- Główny Inspektorat Rybołówstwa Morskiego w Słupsku
- Główny Inspektorat Weterynarii w Warszawie
- Kasa Rolniczego Ubezpieczenia Społecznego w Warszawie
- Krajowe Centrum Hodowli Zwierząt w Warszawie
- Krajowa Stacja Chemiczno-Rolnicza w Warszawie
- Dolnośląski Ośrodek Doradztwa Rolniczego we Wrocławiu
- Kujawsko-Pomorski Ośrodek Doradztwa Rolniczego w Minikowie
- Lubelski Ośrodek Doradztwa Rolniczego w Końskowoli
- Lubuski Ośrodek Doradztwa Rolniczego w Kalsku
- Łódzki Ośrodek Doradztwa Rolniczego w Bratoszewicach
- Małopolski Ośrodek Doradztwa Rolniczego w Karniowicach
- Mazowiecki Ośrodek Doradztwa Rolniczego w Warszawie
- Opolski Ośrodek Doradztwa Rolniczego w Łosiowie
- Podkarpacki Ośrodek Doradztwa Rolniczego w Boguchwale
- Podlaski Ośrodek Doradztwa Rolniczego w Szepietowie
- Pomorski Ośrodek Doradztwa Rolniczego w Lubaniu
- Śląski Ośrodek Doradztwa Rolniczego w Częstochowie
- Świętokrzyski Ośrodek Doradztwa Rolniczego w Modliszewicach
- Warmińsko-Mazurski Ośrodek Doradztwa Rolniczego w Olsztynie
- Wielkopolski Ośrodek Doradztwa Rolniczego w Poznaniu
- Zachodniopomorski Ośrodek Doradztwa Rolniczego w Barzkowicach

Jednostki organizacyjne nadzorowane przez ministra:
- Agencja Restrukturyzacji i Modernizacji Rolnictwa w Warszawie
- Centralny Ośrodek Badania Odmian Roślin Uprawnych w Słupi Wielkiej
- Instytut Biotechnologii Przemysłu Rolno-Spożywczego im. prof. Wacława Dąbrowskiego ‒ Państwowy Instytut Badawczy w Warszawie
- Instytut Ekonomiki Rolnictwa i Gospodarki Żywnościowej ‒ Państwowy Instytut Badawczy w Warszawie
- Instytut Hodowli i Aklimatyzacji Roślin ‒ Państwowy Instytut Badawczy w Radzikowie
- Instytut Ochrony Roślin ‒ Państwowy Instytut Badawczy w Poznaniu
- Instytut Ogrodnictwa ‒ Państwowy Instytut Badawczy w Skierniewicach
- Instytut Rybactwa Śródlądowego im. Stanisława Sakowicza w Olsztynie
- Instytut Technologiczno-Przyrodniczy ‒ Państwowy Instytut Badawczy w Falentach
- Instytut Uprawy, Nawożenia i Gleboznawstwa ‒ Państwowy Instytut Badawczy w Puławach
- Instytut Włókien Naturalnych i Roślin Zielarskich ‒ Państwowy Instytut Badawczy w Poznaniu
- Instytut Zootechniki ‒ Państwowy Instytut Badawczy w Krakowie
- Krajowe Centrum Edukacji Rolniczej w Brwinowie
- Krajowy Ośrodek Wsparcia Rolnictwa w Warszawie
- Morski Instytut Rybacki ‒ Państwowy Instytut Badawczy w Gdyni
- Narodowy Instytut Kultury i Dziedzictwa Wsi w Warszawie
- Państwowy Instytut Weterynaryjny
- Polski Klub Wyścigów Konnych w Warszawie
- Zespół Szkół Centrum Kształcenia Rolniczego im. Powstańców Wielkopolskich w Bielicach
- Zespół Szkół Centrum Kształcenia Rolniczego im. Stanisława Szumca w Bielsku-Białej
- Zespół Szkół Centrum Kształcenia Rolniczego im. Zesłańców Sybiru w Bobowicku
- Zespół Szkół Centrum Kształcenia Rolniczego im. Ks. dr Jana Dzierżona w Bogdańczowicach
- Zespół Szkół Centrum Kształcenia Rolniczego im. Wincentego Witosa w Boninie
- Zespół Szkół Centrum Kształcenia Rolniczego w Bożkowie
- Zespół Szkół Centrum Kształcenia Rolniczego im. Jana Pawła II w Brzostku
- Zespół Szkół Centrum Kształcenia Rolniczego im. Michała Drzymały w Brzostowie
- Zespół Szkół Centrum Kształcenia Rolniczego w Bydgoszczy
- Zespół Szkół Centrum Kształcenia Rolniczego w Bystrej
- Zespół Szkół Centrum Kształcenia Rolniczego im. Bolesława Chrobrego w Chrobrzu
- Zespół Szkół Centrum Kształcenia Rolniczego w Dobrocinie
- Zespół Szkół Centrum Kształcenia Rolniczego im. Wł. St. Reymonta w Dobryszycach
- Zespół Szkół Centrum Kształcenia Rolniczego im. Władysława Szafera w Głubczycach
- Zespół Szkół Centrum Kształcenia Rolniczego im. Jadwigi Dziubińskiej w Golądkowie
- Zespół Szkół Centrum Kształcenia Rolniczego im. Aleksandra Świętochowskiego w Gołotczyźnie
- Zespół Szkół Centrum Kształcenia Rolniczego w Hańczowej
- Zespół Szkół Centrum Kształcenia Rolniczego im. Komisji Edukacji Narodowej w Henrykowie
- Zespół Szkół Centrum Kształcenia Rolniczego im. Augusta Zamoyskiego w Jabłoniu
- Zespół Szkół Centrum Kształcenia Rolniczego w Janowie
- Zespół Szkół Centrum Kształcenia Rolniczego w Kamieniu Małym
- Zespół Szkół Centrum Kształcenia Rolniczego w Karolewie
- Zespół Szkół Centrum Kształcenia Rolniczego im. Ireny Kosmowskiej w Korolówce-Osadzie
- Zespół Szkół Centrum Kształcenia Rolniczego im. Kazimierza Wielkiego w Kowalu
- Zespół Szkół Centrum Kształcenia Rolniczego im. Wincentego Witosa w Leśnej Podlaskiej
- Zespół Szkół Centrum Kształcenia Rolniczego w Lututowie
- Zespół Szkół Centrum Kształcenia Rolniczego im. chor. Jana Szymańskiego w Marianowie
- Zespół Szkół Centrum Kształcenia Rolniczego w Marszewie
- Zespół Szkół Centrum Kształcenia Rolniczego im. Macieja Rataja w Mieczysławowie
- Zespół Szkół Centrum Kształcenia Rolniczego im. Osadników Wojskowych w Mieszkowicach
- Zespół Szkół Centrum Kształcenia Rolniczego im. Wincentego Witosa w Mokrzeszowie
- Zespół Szkół Centrum Kształcenia Rolniczego im. Ziemi Dobrzyńskiej w Nadrożu
- Zespół Szkół Centrum Kształcenia Rolniczego im. 1000-lecia Państwa Polskiego w Nakle Śląskim
- Zespół Szkół Centrum Kształcenia Rolniczego im. II Czechosłowackiej Brygady Spadochronowej w Nowosielcach
- Zespół Szkół Centrum Kształcenia Rolniczego im. Augustyna Suskiego w Nowym Targu
- Zespół Szkół Centrum Kształcenia Rolniczego im. Józefa Piłsudskiego w Okszowie
- Zespół Szkół Centrum Kształcenia Rolniczego w Oleszycach
- Zespół Szkół Centrum Kształcenia Rolniczego w Potoczku
- Zespół Szkół Centrum Kształcenia Rolniczego w Powierciu
- Zespół Szkół Centrum Kształcenia Rolniczego im. Władysława Stanisława Reymonta w Radomiu
- Zespół Szkół Centrum Kształcenia Rolniczego im. Wincentego Witosa w Różańcu
- Zespół Szkół Centrum Kształcenia Rolniczego im. Krzysztofa Kluka w Rudce
- Zespół Szkół Centrum Kształcenia Rolniczego w Rudnej
- Zespół Szkół Centrum Kształcenia Rolniczego im. prof. Władysława Szafera w Rzemieniu
- Zespół Szkół Centrum Kształcenia Rolniczego im. Wincentego Witosa w Samostrzelu
- Zespół Szkół Centrum Kształcenia Rolniczego im. Ziemi Sandomierskiej w Sandomierzu-Mokoszynie
- Zespół Szkół Centrum Kształcenia Rolniczego im. Stanisława Staszica w Sejnach
- Zespół Szkół Centrum Kształcenia Rolniczego im. Adolfa Dygasińskiego w Sichowie Dużym
- Zespół Szkół Centrum Kształcenia Rolniczego w Siennicy Różanej
- Zespół Szkół Centrum Kształcenia Rolniczego im. Władysława Stanisława Reymonta w Sokołowie Podlaskim
- Zespół Szkół Centrum Kształcenia Rolniczego im. Jadwigi Dziubińskiej w Starym Brześciu
- Zespół Szkół Centrum Kształcenia Rolniczego im. Szkoły Podchorążych Piechoty w Komorowie w Starym Lubiejewie
- Zespół Szkół Centrum Kształcenia Rolniczego w Studzieńcu
- Zespół Szkół Centrum Kształcenia Rolniczego im. Wincentego Witosa w Suwałkach
- Zespół Szkół Centrum Kształcenia Rolniczego im. Stanisława Staszica w Swarożynie
- Zespół Szkół Centrum Kształcenia Rolniczego w Sypniewie
- Zespół Szkół Centrum Kształcenia Rolniczego w Szczecinie
- Zespół Szkół Centrum Kształcenia Rolniczego im. mjr. pil. Władysława Szcześniewskiego w Widzewie
- Zespół Szkół Centrum Kształcenia Rolniczego im. Jadwigi Dziubińskiej w Zduńskiej Dąbrowie
- Zespół Szkół Centrum Kształcenia Rolniczego w Żarnowcu
- Zespół Szkół Rolniczych im. Władysława Grabskiego w Sędziejowicach

## Lista ministrów

### Ministrowie rolnictwa i dóbr narodowych w II RP
1. Franciszek Wojda
2. Błażej Stolarski
3. Stanisław Janicki
4. Zygmunt Chmielewski
5. Franciszek Bardel
6. Franciszek Bujak
7. Juliusz Poniatowski
8. Józef Raczyński
9. Jerzy Gościcki
10. Alfred Chłapowski
11. Józef Raczyński
12. Stanisław Janicki
13. Władysław Kiernik
14. Józef Raczyński
15. Aleksander Raczyński
16. Karol Niezabytowski
17. Wiktor Leśniewski
18. Leon Janta-Połczyński

Funkcję zlikwidowano 17 sierpnia 1932 i przekształcono w ministerstwo rolnictwa i reformy rolnej.

### Ministrowie reform rolnych
1. Stanisław Osiecki
2. Zdzisław Ludkiewicz
3. Stanisław Janicki
4. Wiesław Kopczyński
5. Józef Radwan
6. Józef Raczyński
7. Witold Staniewicz
8. Leon Kozłowski

Funkcję utworzono 24 lipca 1923, a zlikwidowano 17 sierpnia 1932 i włączono do ministerstwa rolnictwa i reformy rolnej.

### Ministrowie rolnictwa i reformy rolnej w II RP
1. Seweryn Ludkiewicz (17 sierpnia 1932 – 9 maja 1933)
2. Bronisław Nakoniecznikow-Klukowski (10 maja 1933 – 28 marca 1935)
3. Juliusz Poniatowski (28 marca 1935 – 30 września 1939)

### Kierownicy resortu rolnictwa i reform rolnych wPKWN1944
1. Andrzej Witos (ur. 1878, zm. 1973), od 21 lipca 1944 do 9 października 1944
2. Edward Osóbka-Morawski (ur. 1909, zm. 1997), od 9 października 1944 do 31 grudnia 1944

### Ministrowie rolnictwa i reform rolnych 1944–1951
1. Edward Bertold (ur. 1912, zm. 1965), od 31 grudnia 1944 do 28 czerwca 1945
2. Stanisław Mikołajczyk (ur. 1901, zm. 1966), od 28 czerwca 1945 do 5 lutego 1947
3. Jan Dąb-Kocioł (ur. 1898, zm. 1976), od lutego 1947 do 26 maja 1951

### Ministrowie rolnictwa 1951–1981
1. Jan Dąb-Kocioł (ur. 1898, zm. 1976), od 26 maja 1951 do 18 marca 1954
2. Edmund Pszczółkowski (ur. 1904, zm. 1997), od 18 marca 1954 do 30 marca 1956
3. Antoni Kuligowski (ur. 1910, zm. 1992), od 30 marca 1956 do 10 stycznia 1957
4. Edward Ochab (ur. 1906, zm. 1989), od 10 stycznia 1957 do 27 października 1959
5. Mieczysław Jagielski (ur. 1924, zm. 1997), od 27 października 1959 do 30 czerwca 1970
6. Józef Okuniewski (ur. 1920, zm. 2016), od 30 czerwca 1970 do 16 lutego 1974
7. Kazimierz Barcikowski (ur. 1927, zm. 2007), od 16 lutego 1974 do 17 grudnia 1977
8. Leon Kłonica od 17 grudnia 1977 do 12 lutego 1981
9. Jerzy Wojtecki (ur. 1929, zm. 1998), od 12 lutego 1981 do 3 lipca 1981

### Ministrowie rolnictwa i gospodarki żywnościowej 1981–1985
1. Jerzy Wojtecki (ur. 1929, zm. 1998), od 3 lipca 1981 do 23 marca 1983
2. Stanisław Zięba od 23 marca 1983 do 6 listopada 1985

### Ministrowie rolnictwa, leśnictwa i gospodarki żywnościowej 1985–1989
1. Stanisław Zięba od 12 listopada 1985 do 19 września 1988
2. Kazimierz Olesiak od 27 września 1988 do 1 sierpnia 1989
3. Czesław Janicki (ur. 1926, zm. 2012), od 12 września 1989 do 20 grudnia 1989

### Ministrowie rolnictwa i gospodarki żywnościowej 1989
1. Czesław Janicki (ur. 1926, zm. 2012), od 20 grudnia 1989 do 31 grudnia 1989

## III Rzeczpospolita(od 1989)

### Ministrowie Rolnictwa i Rozwoju Wsi Rzeczypospolitej Polskiej

Herb Polski

| Lp.                                                      | Zdjęcie                                                  | Imię i nazwisko (partia polityczna)                      | Objęcie urzędu                                           | Złożenie urzędu                                          | Długość urzędowania                                      | Rząd                               |
| -------------------------------------------------------- | -------------------------------------------------------- | -------------------------------------------------------- | -------------------------------------------------------- | -------------------------------------------------------- | -------------------------------------------------------- | ---------------------------------- |
| Minister rolnictwa, gospodarki żywnościowej i leśnictwa  |                                                          |                                                          |                                                          |                                                          |                                                          |                                    |
| Minister rolnictwa i gospodarki żywnościowej od 1 I 1990 | Minister rolnictwa i gospodarki żywnościowej od 1 I 1990 | Minister rolnictwa i gospodarki żywnościowej od 1 I 1990 | Minister rolnictwa i gospodarki żywnościowej od 1 I 1990 | Minister rolnictwa i gospodarki żywnościowej od 1 I 1990 | Minister rolnictwa i gospodarki żywnościowej od 1 I 1990 | Rząd Tadeusza Mazowieckiego        |
| 1.                                                       |                                                          | Czesław Janicki (PSL) (1926–2012)                        | 12 września 1989                                         | 6 lipca 1990                                             | 297 dni                                                  | Rząd Tadeusza Mazowieckiego        |
| 2.                                                       |                                                          | Janusz Byliński (ur. 1952)                               | 14 września 1990                                         | 12 stycznia 1991                                         | 120 dni                                                  | Rząd Tadeusza Mazowieckiego        |
| 3.                                                       |                                                          | Adam Tański (ur. 1946)                                   | 12 stycznia 1991                                         | 23 grudnia 1991                                          | 345 dni                                                  | Rząd Jana Krzysztofa Bieleckiego   |
| 4.                                                       |                                                          | Gabriel Janowski (PSL-PL) (ur. 1947)                     | 23 grudnia 1991                                          | 8 kwietnia 1993                                          | 472 dni                                                  | Rząd Jana Olszewskiego             |
| 4.                                                       | Rząd Hanny Suchockiej                                    | Gabriel Janowski (PSL-PL) (ur. 1947)                     | 23 grudnia 1991                                          | 8 kwietnia 1993                                          | 472 dni                                                  |                                    |
| 5.                                                       |                                                          | Andrzej Śmietanko (PSL) (ur. 1955)                       | 26 października 1993                                     | 6 marca 1995                                             | 496 dni                                                  | Rząd Waldemara Pawlaka             |
| 6.                                                       |                                                          | Roman Jagieliński (PSL) (ur. 1947)                       | 7 marca 1995                                             | 10 kwietnia 1997                                         | 765 dni                                                  | Rząd Józefa Oleksego               |
| 6.                                                       | Rząd Włodzimierza Cimoszewicza                           | Roman Jagieliński (PSL) (ur. 1947)                       | 7 marca 1995                                             | 10 kwietnia 1997                                         | 765 dni                                                  |                                    |
| 7.                                                       |                                                          | Jarosław Kalinowski (PSL) (ur. 1962)                     | 25 kwietnia 1997                                         | 31 października 1997                                     | 189 dni                                                  |                                    |
| 8.                                                       |                                                          | Jacek Janiszewski (SKL) (ur. 1960)                       | 31 października 1997                                     | 26 marca 1999                                            | 511 dni                                                  | Rząd Jerzego Buzka                 |
| 9.                                                       |                                                          | Artur Balazs (SKL) (ur. 1952)                            | 26 marca 1999                                            | 19 października 1999                                     | 207 dni                                                  | Rząd Jerzego Buzka                 |
| 9.                                                       | Minister rolnictwa i rozwoju wsi od 19 X 1999            | Artur Balazs (SKL) (ur. 1952)                            |                                                          |                                                          |                                                          | Rząd Jerzego Buzka                 |
| 9.                                                       | 19 października 1999                                     | Artur Balazs (SKL) (ur. 1952)                            | 19 października 2001                                     | 731 dni                                                  |                                                          | Rząd Jerzego Buzka                 |
| (7.)                                                     |                                                          | Jarosław Kalinowski (PSL) (ur. 1962)                     | 19 października 2001                                     | 3 marca 2003                                             | 500 dni                                                  | Rząd Leszka Millera                |
| (3.)                                                     |                                                          | Adam Tański (ur. 1946)                                   | 3 marca 2003                                             | 2 lipca 2003                                             | 121 dni                                                  | Rząd Leszka Millera                |
| 10.                                                      |                                                          | Wojciech Olejniczak (SLD) (ur. 1974)                     | 2 lipca 2003                                             | 31 maja 2005                                             | 699 dni                                                  | Rząd Leszka Millera                |
| 10.                                                      | Pierwszy rząd Marka Belki                                | Wojciech Olejniczak (SLD) (ur. 1974)                     | 2 lipca 2003                                             | 31 maja 2005                                             | 699 dni                                                  |                                    |
| 10.                                                      | Drugi rząd Marka Belki                                   | Wojciech Olejniczak (SLD) (ur. 1974)                     | 2 lipca 2003                                             | 31 maja 2005                                             | 699 dni                                                  |                                    |
| 11.                                                      |                                                          | Józef Pilarczyk (SLD) (ur. 1949)                         | 31 maja 2005                                             | 31 października 2005                                     | 153 dni                                                  |                                    |
| 12.                                                      |                                                          | Krzysztof Jurgiel (PiS) (ur. 1953)                       | 31 października 2005                                     | 5 maja 2006                                              | 186 dni                                                  | Rząd Kazimierza Marcinkiewicza     |
| 13.                                                      |                                                          | Andrzej Lepper (Samoobrona RP) (1954–2011)               | 5 maja 2006                                              | 22 września 2006                                         | 140 dni                                                  | Rząd Kazimierza Marcinkiewicza     |
| 13.                                                      | Rząd Jarosława Kaczyńskiego                              | Andrzej Lepper (Samoobrona RP) (1954–2011)               | 5 maja 2006                                              | 22 września 2006                                         | 140 dni                                                  |                                    |
| 13.                                                      | 16 października 2006                                     | Andrzej Lepper (Samoobrona RP) (1954–2011)               | 9 lipca 2007                                             | 266 dni                                                  |                                                          |                                    |
| 14.                                                      |                                                          | Wojciech Mojzesowicz (PiS) (ur. 1954)                    | 31 lipca 2007                                            | 16 listopada 2007                                        | 108 dni                                                  |                                    |
| 15.                                                      |                                                          | Marek Sawicki (PSL) (ur. 1958)                           | 16 listopada 2007                                        | 26 lipca 2012                                            | 1714 dni                                                 | Pierwszy rząd Donalda Tuska        |
| 15.                                                      | Drugi rząd Donalda Tuska                                 | Marek Sawicki (PSL) (ur. 1958)                           | 16 listopada 2007                                        | 26 lipca 2012                                            | 1714 dni                                                 |                                    |
| 16.                                                      |                                                          | Stanisław Kalemba (PSL) (ur. 1947)                       | 31 lipca 2012                                            | 17 marca 2014                                            | 594 dni                                                  |                                    |
| (15.)                                                    |                                                          | Marek Sawicki (PSL) (ur. 1958)                           | 17 marca 2014                                            | 16 listopada 2015                                        | 609 dni                                                  |                                    |
| (15.)                                                    | Rząd Ewy Kopacz                                          | Marek Sawicki (PSL) (ur. 1958)                           | 17 marca 2014                                            | 16 listopada 2015                                        | 609 dni                                                  |                                    |
| (12.)                                                    |                                                          | Krzysztof Jurgiel (PiS) (ur. 1953)                       | 16 listopada 2015                                        | 19 czerwca 2018                                          | 946 dni                                                  | Rząd Beaty Szydło                  |
| (12.)                                                    | Pierwszy rząd Mateusza Morawieckiego                     | Krzysztof Jurgiel (PiS) (ur. 1953)                       | 16 listopada 2015                                        | 19 czerwca 2018                                          | 946 dni                                                  |                                    |
| 17.                                                      |                                                          | Jan Krzysztof Ardanowski (PiS) (ur. 1961)                | 20 czerwca 2018                                          | 6 października 2020                                      | 839 dni                                                  |                                    |
| 17.                                                      | Drugi rząd Mateusza Morawieckiego                        | Jan Krzysztof Ardanowski (PiS) (ur. 1961)                | 20 czerwca 2018                                          | 6 października 2020                                      | 839 dni                                                  |                                    |
| 18.                                                      |                                                          | Grzegorz Puda (PiS) (ur. 1982)                           | 6 października 2020                                      | 26 października 2021                                     | 385 dni                                                  |                                    |
| 19.                                                      |                                                          | Henryk Kowalczyk (PiS) (ur. 1956)                        | 26 października 2021                                     | 6 kwietnia 2023                                          | 527 dni                                                  |                                    |
| 20.                                                      |                                                          | Robert Telus (PiS) (ur. 1969)                            | 6 kwietnia 2023                                          | 27 listopada 2023                                        | 235 dni                                                  |                                    |
| 21.                                                      |                                                          | Anna Gembicka (PiS) (ur. 1991)                           | 27 listopada 2023                                        | 13 grudnia 2023                                          | 16 dni                                                   | Trzeci rząd Mateusza Morawieckiego |
| 22.                                                      |                                                          | Czesław Siekierski (PSL) (ur. 1952)                      | 13 grudnia 2023                                          | 24 lipca 2025                                            | 612 dni                                                  | Trzeci rząd Donalda Tuska          |
| 23.                                                      |                                                          | Stefan Krajewski (ur. 1981) (PSL)                        | 24 Lipca 2025                                            |                                                          | 23 dni                                                   | Trzeci rząd Donalda Tuska          |